# Lyctoderma africanum
Lyctoderma africanum är en skalbaggsart som först beskrevs av Antoine Henri Grouvelle 1900.  Lyctoderma africanum ingår i släktet Lyctoderma och familjen kapuschongbaggar. Inga underarter finns listade i Catalogue of Life.